# Helicóptero

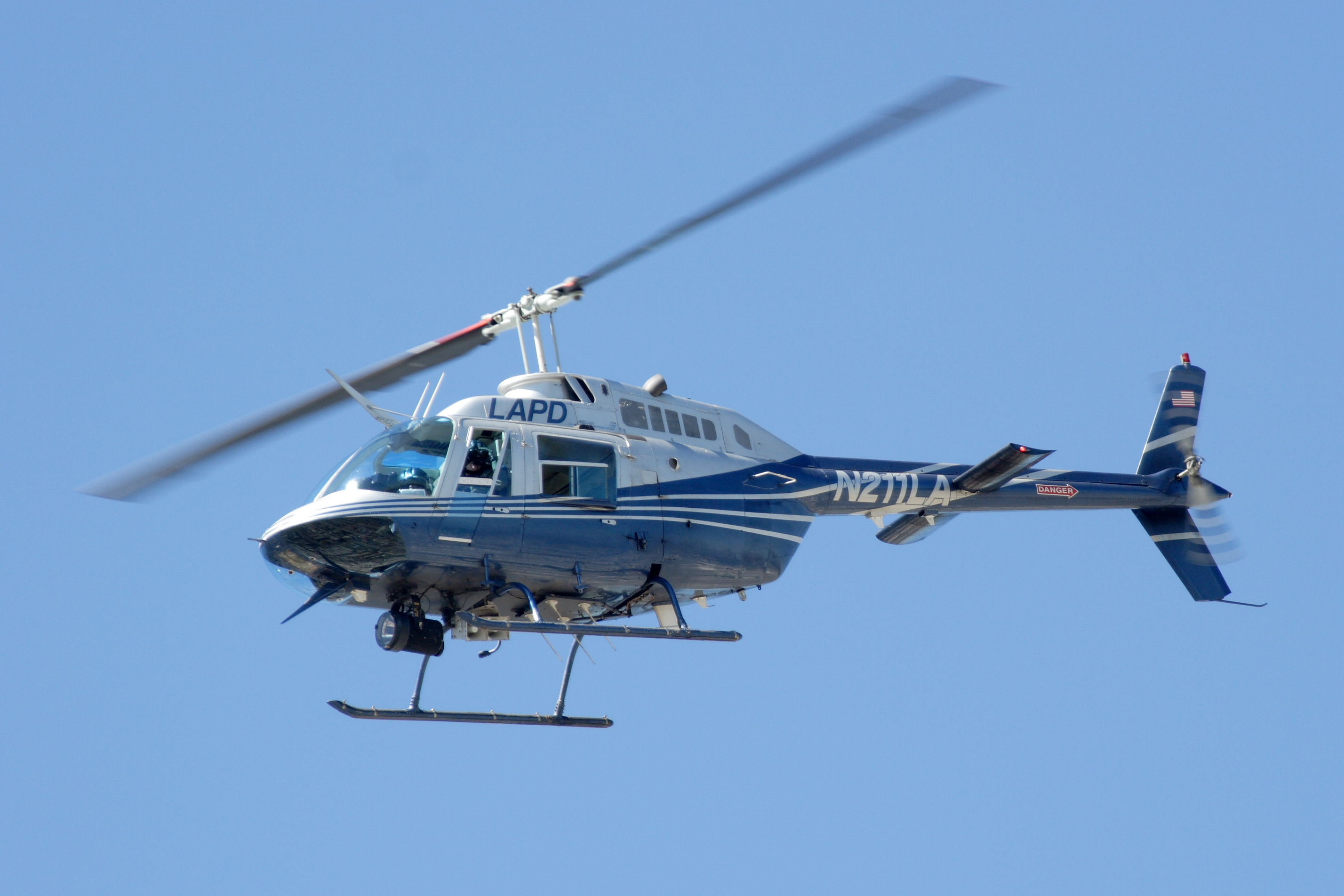
Bell 206 del Departamento de Policía de Los Ángeles.

Un helicóptero es una aeronave considerada un aerodino de alas móviles que es sustentada y propulsada por uno o más rotores horizontales, cada uno formado por dos o más aspas. Los helicópteros están clasificados como aeronaves de alas giratorias, para distinguirlos de las aeronaves de ala fija, porque los helicópteros crean sustentación con las palas que rotan alrededor de un eje vertical. La palabra «helicóptero» deriva del término francés hélicoptère, acuñado por el pionero de la aviación Gustave Ponton d'Amécourt en 1863 a partir de la palabra griega ελικόπτερος, helix/helik- (hélice) y pteron (ala).
La principal ventaja de los helicópteros viene dada por el rotor, que proporciona sustentación sin que la aeronave se esté desplazando. Esto permite realizar despegues y aterrizajes verticales sin necesidad de pista. Por esta razón, los helicópteros se usan a menudo en zonas congestionadas o aisladas donde los aviones no pueden despegar o aterrizar. La sustentación del rotor también hace posible que el helicóptero pueda mantenerse volando en una zona de forma mucho más eficiente de la que podría otra aeronave VTOL (de despegue y aterrizaje verticales), y puede hacer tareas que una aeronave de ala fija no podría.
La primera aeronave capaz de despegar, con prelanzador y técnica de salto, casi en vertical y desde un portaaviones fue el autogiro, inventado en 1920 por el ingeniero de caminos español Juan de la Cierva, por lo que el autogiro fue el embrión o el eslabón necesario hasta llegar al helicóptero y la transmisión del motor y control colectivo de palas ideado por Igor Sikorsky. Los primeros helicópteros pagaron patente y derechos de utilización del rotor articulado, original del ingeniero español. El primer aparato controlable totalmente en vuelo y producido en cadena fue fabricado por Igor Sikorsky en 1942.
Comparado con otros tipos de aeronave como el avión, el helicóptero es mucho más complejo, tiene un mayor costo de fabricación, uso y mantenimiento, es relativamente lento, tiene menos autonomía de vuelo y menor capacidad de carga. No obstante, todas estas desventajas se ven compensadas por otras de sus características, como su gran maniobrabilidad y la capacidad de mantenerse estático en el aire, girar sobre sí mismo y despegar y aterrizar verticalmente. Si no se consideran aspectos tales como la posibilidad de repostaje o las limitaciones de carga y de altitud, un helicóptero puede viajar a cualquier lugar y aterrizar en cualquier sitio que tenga la suficiente superficie (dos veces la ocupada por el aparato).

## Historia

### Los orígenes

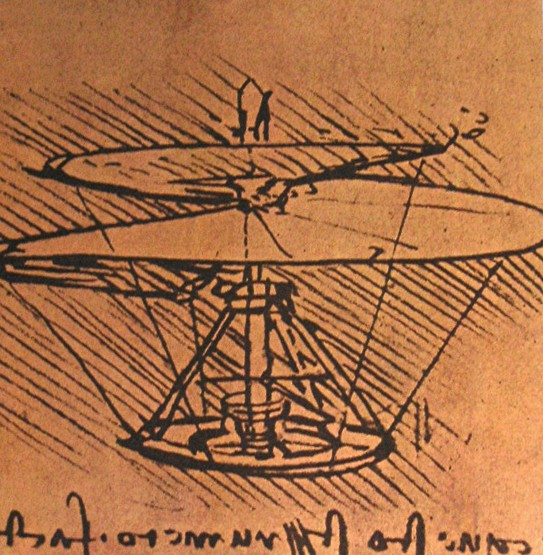
Máquina voladora de Leonardo da Vinci.

Las primeras referencias sobre vuelo vertical provienen de China. Desde aproximadamente el año 400 a. C., los niños chinos han jugado con juguetes voladores de bambú (o taketombo). Este helicóptero de bambú se hace girar haciendo rodar un palo unido a un rotor, el giro crea elevación y el juguete vuela cuando se suelta.
Diseños similares al helicóptero de juguete chino aparecieron en algunas pinturas y otras obras del Renacimiento. En el siglo XVIII y principios del XIX, los científicos occidentales desarrollaron máquinas voladoras basadas en el juguete chino.
No fue hasta principios de la década de 1480, cuando el erudito italiano Leonardo da Vinci creó un diseño para una máquina que podría describirse como un "tornillo aéreo", que se registró algún avance hacia el vuelo vertical. Sus notas sugirieron que construyó pequeños modelos voladores, pero no había indicios de que hubiera alguna disposición para evitar que el rotor hiciera girar la nave. A medida que el conocimiento científico aumentó y se hizo más aceptado, la gente continuó persiguiendo la idea del vuelo vertical.

En julio de 1754, el ruso Mijaíl Lomonósov había desarrollado un pequeño coaxial inspirado en la peonza china pero impulsado por un dispositivo de resorte enrollado y lo demostró ante la Academia de Ciencias de Rusia. Estaba impulsado por un resorte y se sugirió como método para levantar instrumentos meteorológicos. En 1783, Christian de Launoy y su mecánico, Bienvenu, utilizaron una versión coaxial de la peonza china en un modelo que consistía en plumas de vuelo de pavo contrarrotativas como palas de rotor, y en 1784, lo demostraron a la Academia de Ciencias de Francia. Sir George Cayley, influenciado por una fascinación infantil por la peonza china, desarrolló un modelo de plumas, similar al de Launoy y Bienvenu, pero impulsado por bandas elásticas. A finales de siglo, había avanzado hasta utilizar láminas de estaño para las palas del rotor y resortes para generar energía. Sus escritos sobre sus experimentos y modelos influirían en los futuros pioneros de la aviación. Alphonse Pénaud desarrollaría más tarde juguetes de helicópteros modelo de rotor coaxial en 1870, también propulsados por bandas elásticas. Uno de estos juguetes, regalado por su padre, inspiraría a los hermanos Wright a perseguir el sueño de volar.

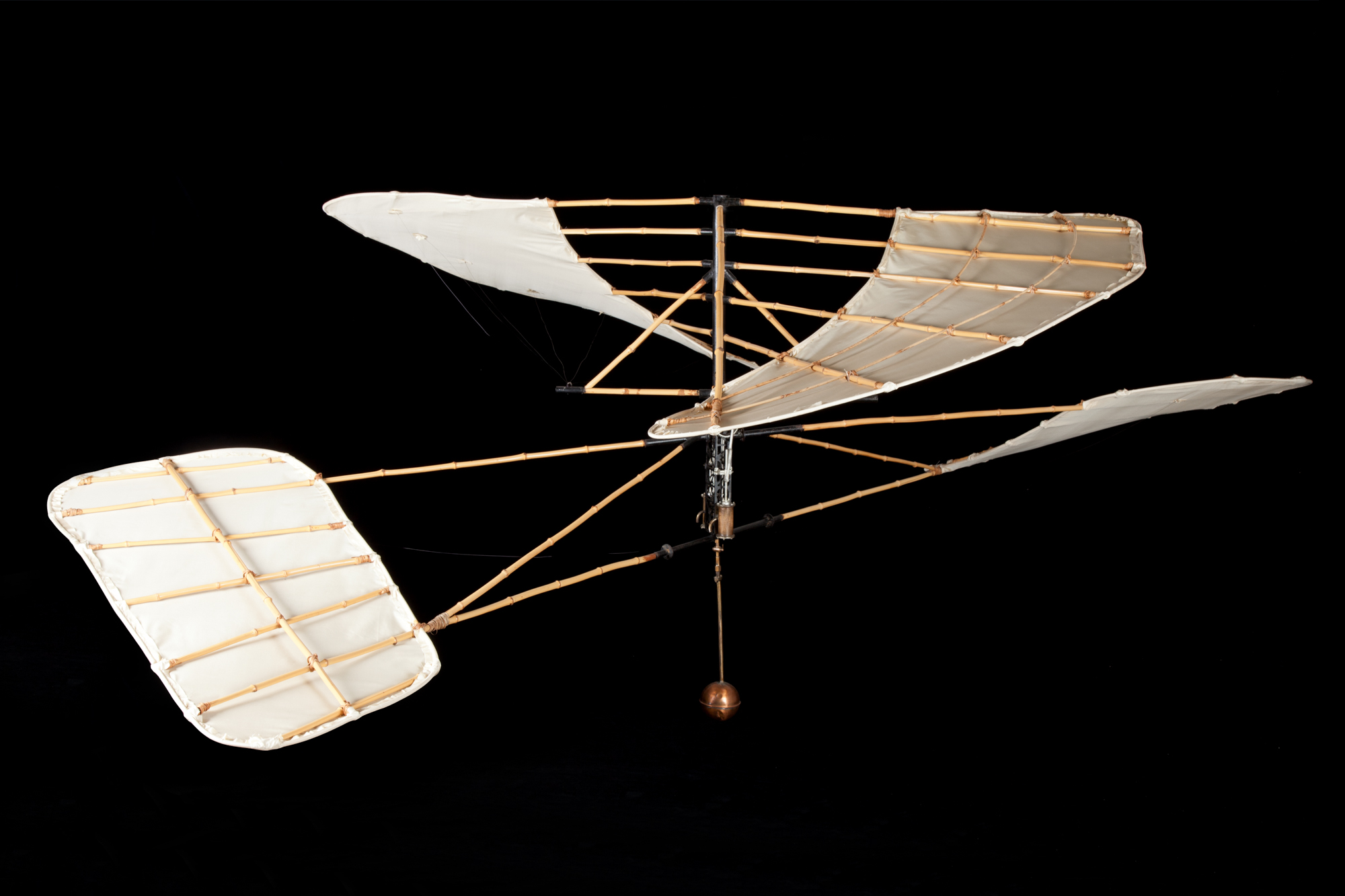
Helicóptero experimental de Enrico Forlanini de 1877, exhibido en el Museo Nacional de la Ciencia y la Tecnología Leonardo da Vinci de Milán.

En 1861, la palabra "helicóptero" fue acuñada por Gustave de Ponton d'Amécourt, un inventor francés que demostró un pequeño modelo propulsado por vapor. Si bien se celebró como un uso innovador de un nuevo metal, el aluminio, el modelo nunca despegó del suelo. La contribución lingüística de D'Amecourt sobreviviría para eventualmente describir el vuelo vertical que había imaginado. La energía del vapor también fue popular entre otros inventores. En 1878, el vehículo no tripulado del italiano Enrico Forlanini, también propulsado por una máquina de vapor, se elevó a una altura de 12 metros (39 pies), donde permaneció suspendido durante unos 20 segundos después de un despegue vertical. El diseño impulsado por vapor de Emmanuel Dieuaide presentaba rotores contrarrotativos impulsados a través de una manguera desde una caldera en el suelo. En 1887, el inventor parisino Gustave Trouvé construyó y voló un modelo de helicóptero eléctrico atado.

### Primeros vuelos
En 1906, dos hermanos franceses, Jacques y Louis Breguet, comenzaron a experimentar con perfiles aerodinámicos para helicópteros. En 1907, esos experimentos dieron como resultado el Gyroplane No.1, posiblemente el primer ejemplo conocido de cuadricóptero. Aunque existe cierta incertidumbre sobre la fecha, en algún momento entre el 14 de agosto y el 29 de septiembre de 1907, el autogiro número 1 elevó a su piloto en el aire unos 0,6 metros (2 pies) durante un minuto. El autogiro número 1 resultó ser extremadamente inestable y requirió un hombre en cada esquina de la estructura del avión para mantenerlo estable. Por este motivo, los vuelos del Autogiro n.º 1 se consideran el primer vuelo tripulado de un helicóptero, pero no un vuelo libre y sin ataduras.
Ese mismo año, su colega inventor francés Paul Cornu diseñó y construyó el helicóptero Cornu que utilizaba dos rotores contrarrotativos de 6,1 metros (20 pies) impulsados por un motor Antoinette de 24 hp (18 kW). El 13 de noviembre de 1907, elevó a su inventor a 0,3 metros (1 pie) y permaneció en el aire durante 20 segundos. Aunque este vuelo no superó el vuelo del autogiro número 1, se informó que fue el primer vuelo verdaderamente libre con piloto, siendo este el primer vuelo de un helicóptero exitoso registrado en la historia.

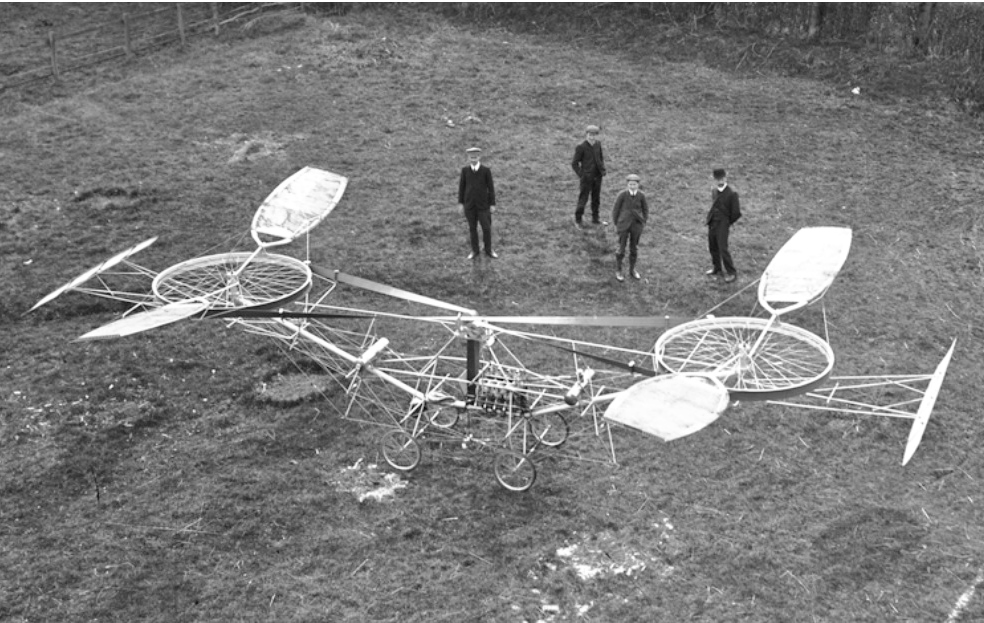
Helicóptero Cornu, 1907

### Desarrollo temprano
El ingeniero aeronáutico y piloto español Juan de la Cierva desarrollaría el autogiro a finales de la década de 1910, convirtiéndose en la primera aeronave de alas giratorias que volara de manera práctica.[cita requerida]

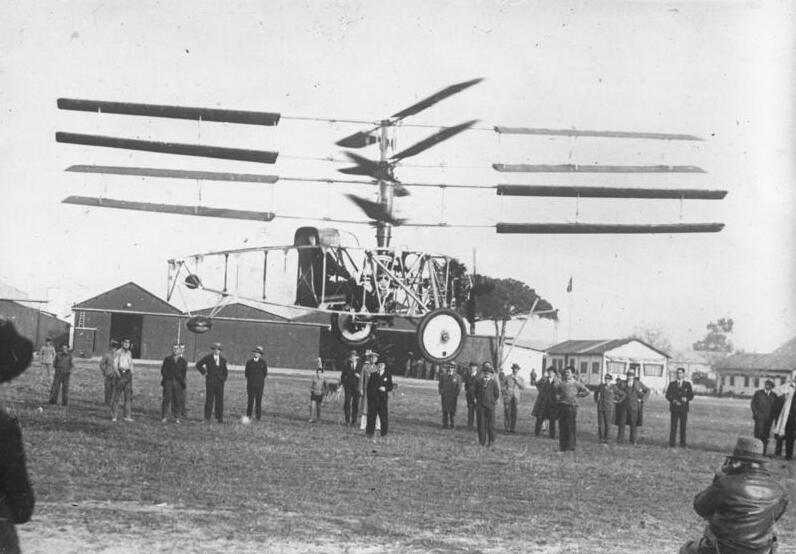
Helicóptero 4S de Pescara, (1931).

A la par, a principios de la década de 1920, el Franco-Argentino Raúl Pateras de Pescara, mientras trabajaba en Europa, demostró una de las primeras aplicaciones exitosas del tono cíclico, manteniéndose en el aire unos pocos segundos.[cita requerida] Los rotores biplanos coaxiales, contrarrotativos, podrían deformarse para aumentar y disminuir cíclicamente la sustentación que producían. El cubo del rotor también podría inclinarse unos pocos grados hacia adelante, lo que permitiría que el avión avanzara sin una hélice separada que lo empujara o tirara. En enero de 1924, se probó el helicóptero número 1 de Pescara, pero se descubrió que tenía poca potencia y no podía levantar su propio peso, siendo muy poco práctico y manteniéndose en el aire solo unos segundos.

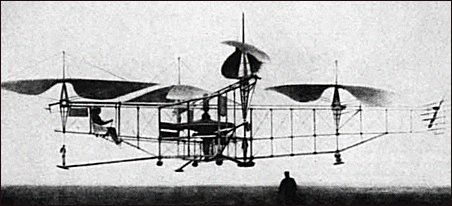
Oehmichen N.º 2 1922.

La Alemania nazi usó el helicóptero a pequeña escala durante la Segunda Guerra Mundial. Modelos como el Flettner FL 282 Kolibri fueron usados en el Mar Mediterráneo. La producción en masa del Sikorsky R-4 comenzó en mayo de 1942 gracias a la armada de los Estados Unidos. El aparato fue usado para operaciones de rescate en Birmania. También fue utilizado por la Royal Air Force. La primera unidad británica en ser equipada con helicópteros fue la escuela de entrenamiento para Helicópteros (Helicopter Training School, en inglés) constituida en enero de 1945 en Andover, con nueve helicópteros Sikorsky R-4B Hoverfly I.
El Bell 47, diseñado por Arthur M. Young, se convirtió en el primer helicóptero en ser autorizado para uso civil (mayo de 1946) en los Estados Unidos y veinte años más tarde el Bell 206 llegó a ser el más exitoso helicóptero comercial fabricado y el que más récords industriales estableció y rompió.
Los helicópteros capaces de realizar un planeo estable de forma fiable fueron desarrollados décadas más tarde que el avión de alas fijas. Esto se debió en gran parte a la mayor necesidad de potencia en el motor de los primeros respecto a los segundos (Sikorsky, por ejemplo, retrasó sus investigaciones en los helicópteros a la espera de que hubiera mejores motores disponibles en el mercado). Las mejoras en combustibles y motores durante la primera mitad del siglo XX fueron un factor decisivo en el desarrollo de los helicópteros. La aparición de los motores de turboeje en la segunda mitad del siglo XX condujo al desarrollo de helicópteros más rápidos, mayores y capaces de volar a mayor altura. Estos motores se usan en la gran mayoría de los helicópteros excepto, a veces, en modelos pequeños o con un coste de fabricación muy bajo.

## Usos
Debido a las características operativas del helicóptero —capacidad para despegar y aterrizar verticalmente, mantenerse volando en un mismo sitio por largos períodos de tiempo, así como las capacidades de manejo en condiciones a bajas velocidades— ha sido elegido para llevar a cabo tareas que anteriormente no era posible realizarlas con otras aeronaves, o que hacerlo desde tierra resultaba muy lento, complicado y costoso. Hoy en día, los principales usos del helicóptero incluyen transporte, construcción, lucha contra el fuego, búsqueda y rescate, usos militares o vigilancia.

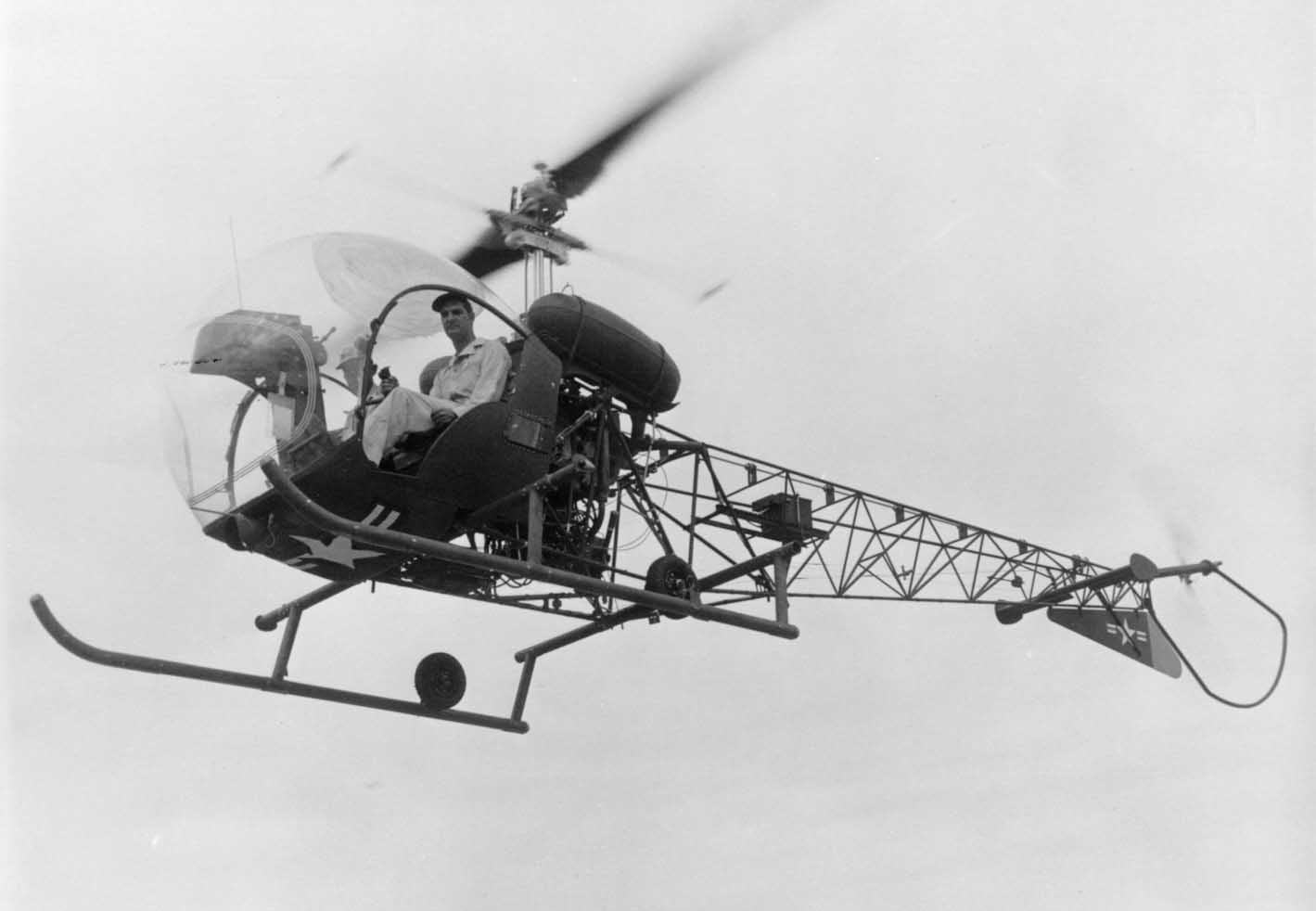
Bell 47.
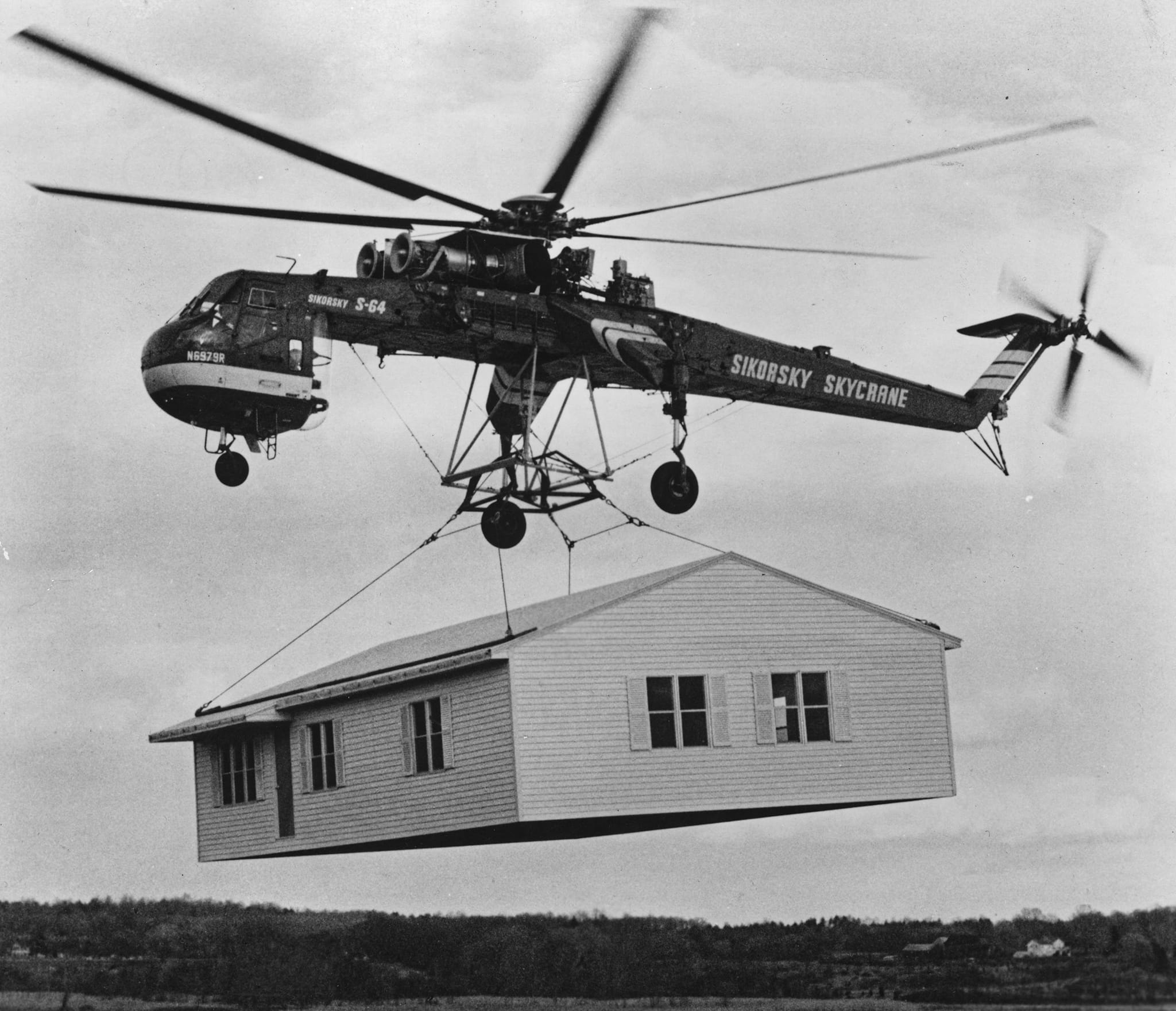
Grúa volante Sikorsky S-64 transportando una casa prefabricada.
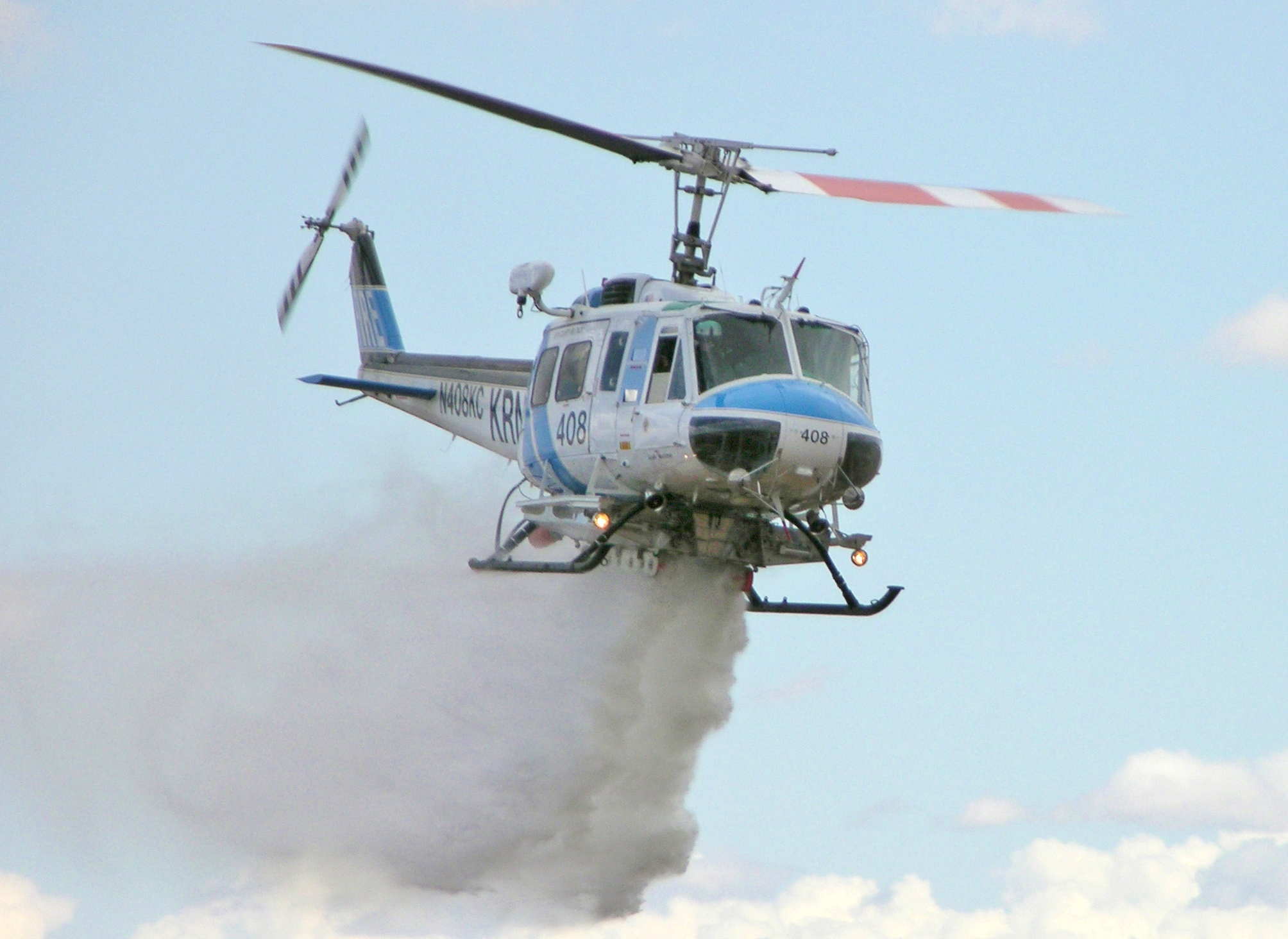
Bell 205 de un departamento de incendios de California lanzando agua sobre un fuego.
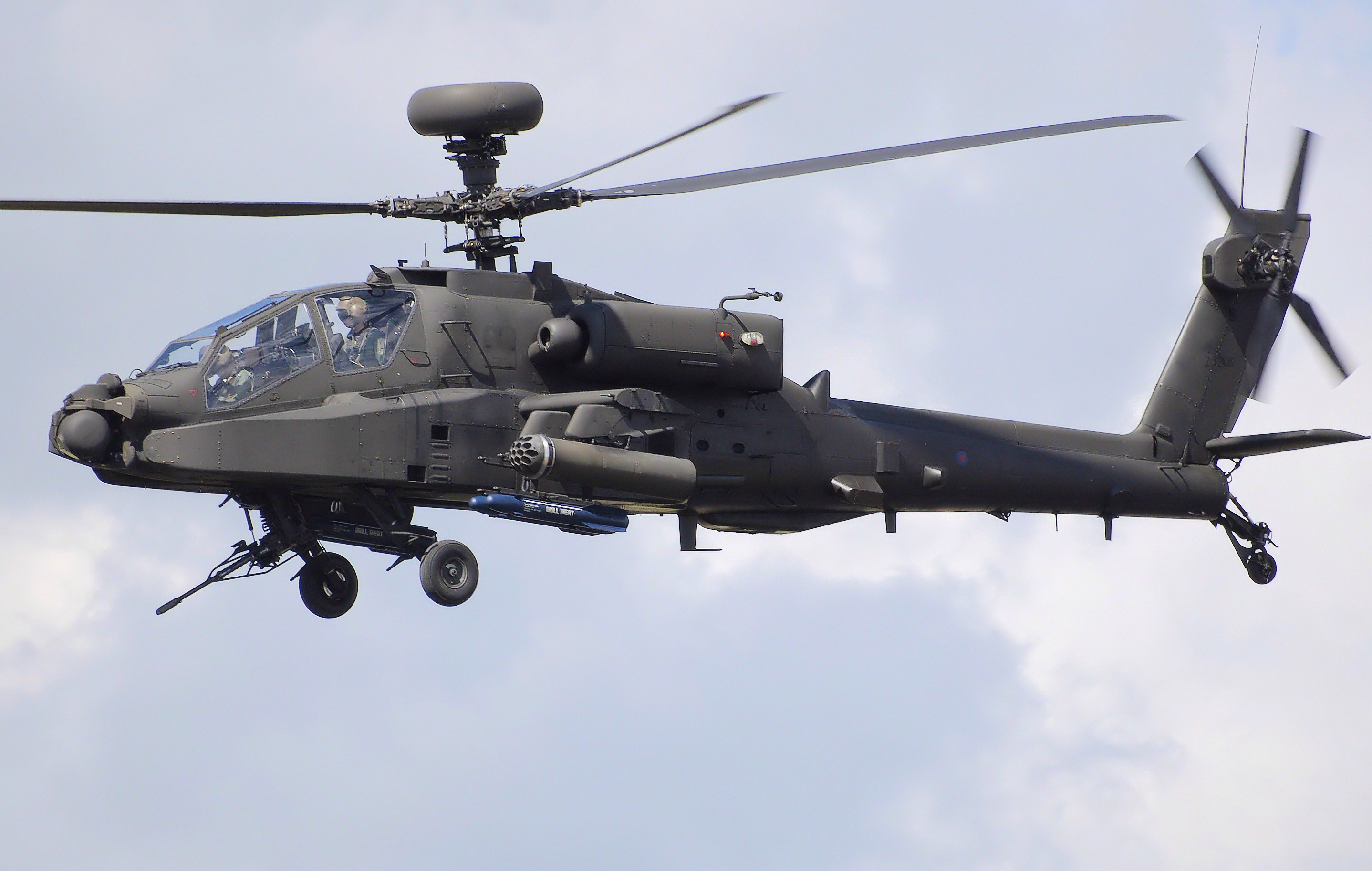
Helicóptero de ataque Westland WAH-64 Apache.
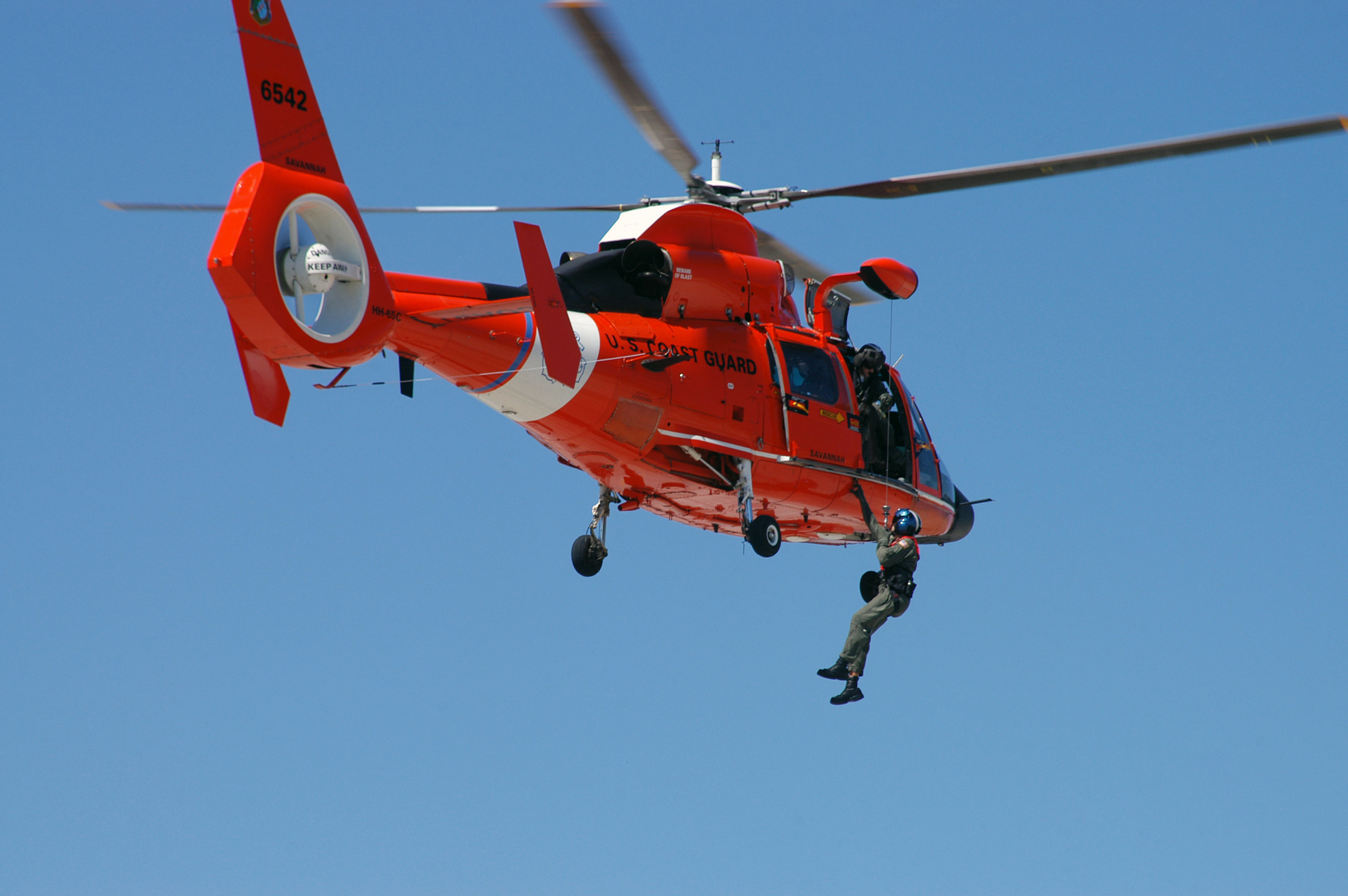
Helicóptero HH-65 Dolphin haciendo una demostración de rescate.
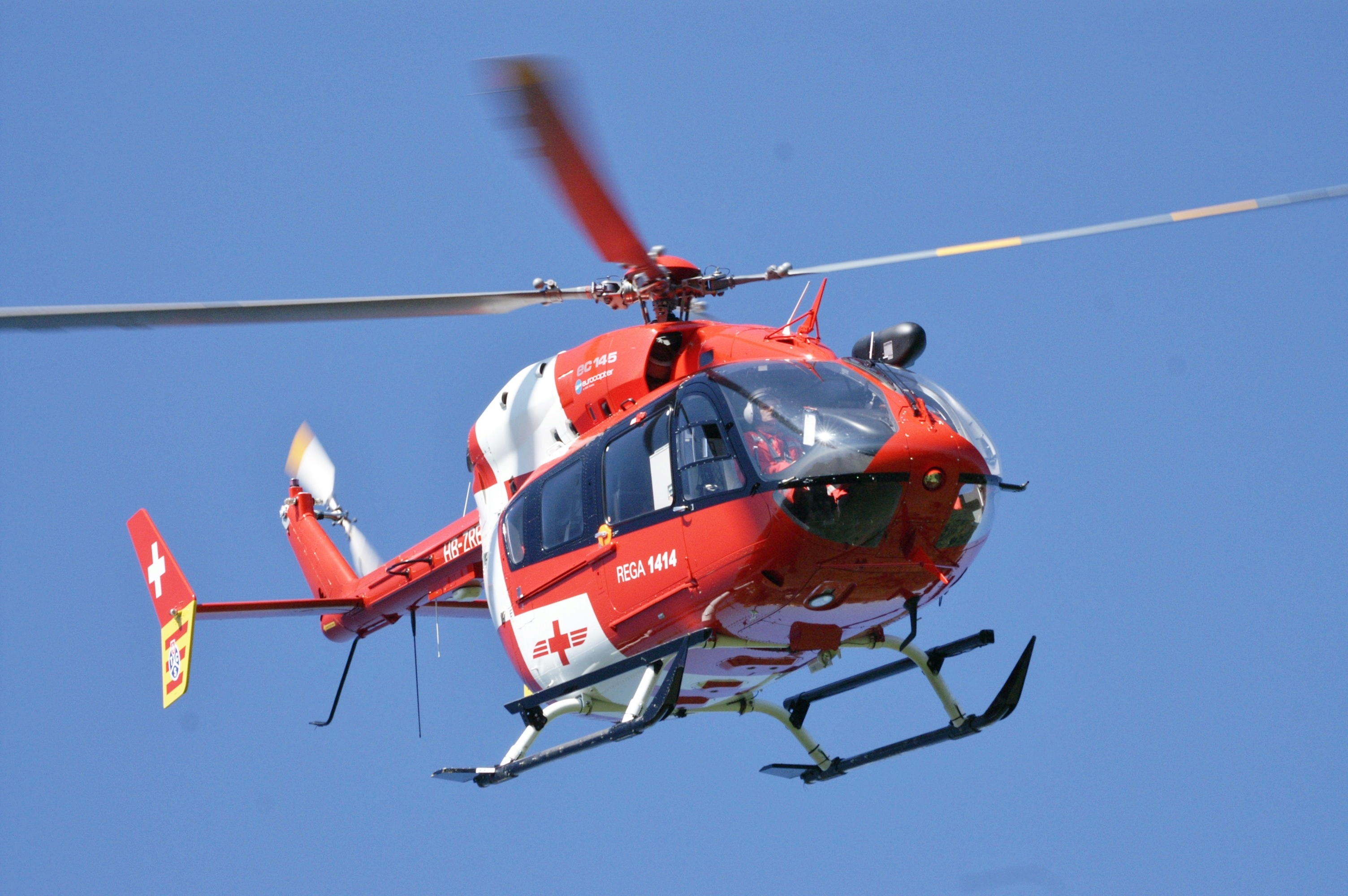
Airbus Helicopters H145 de evacuación médica.
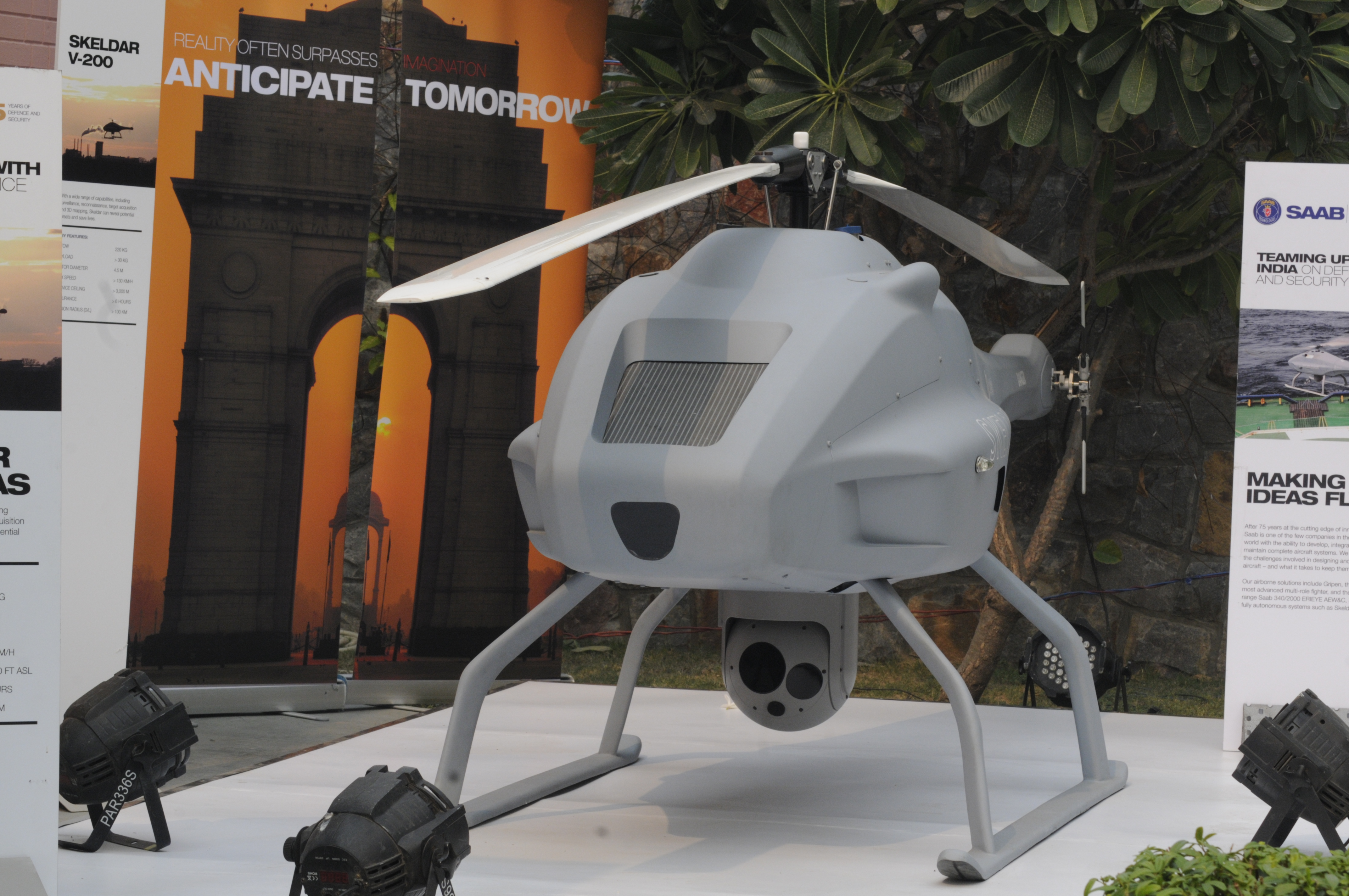
Dron helicóptero Saab Skeldar

Algunos de los otros usos de los helicópteros son:
- Fotografía aérea;
- Videografía aérea;
- Captación electrónica de noticias;
- Sismología de reflexión;
- Turismo o recreación.

## Características de diseño

### Rotor

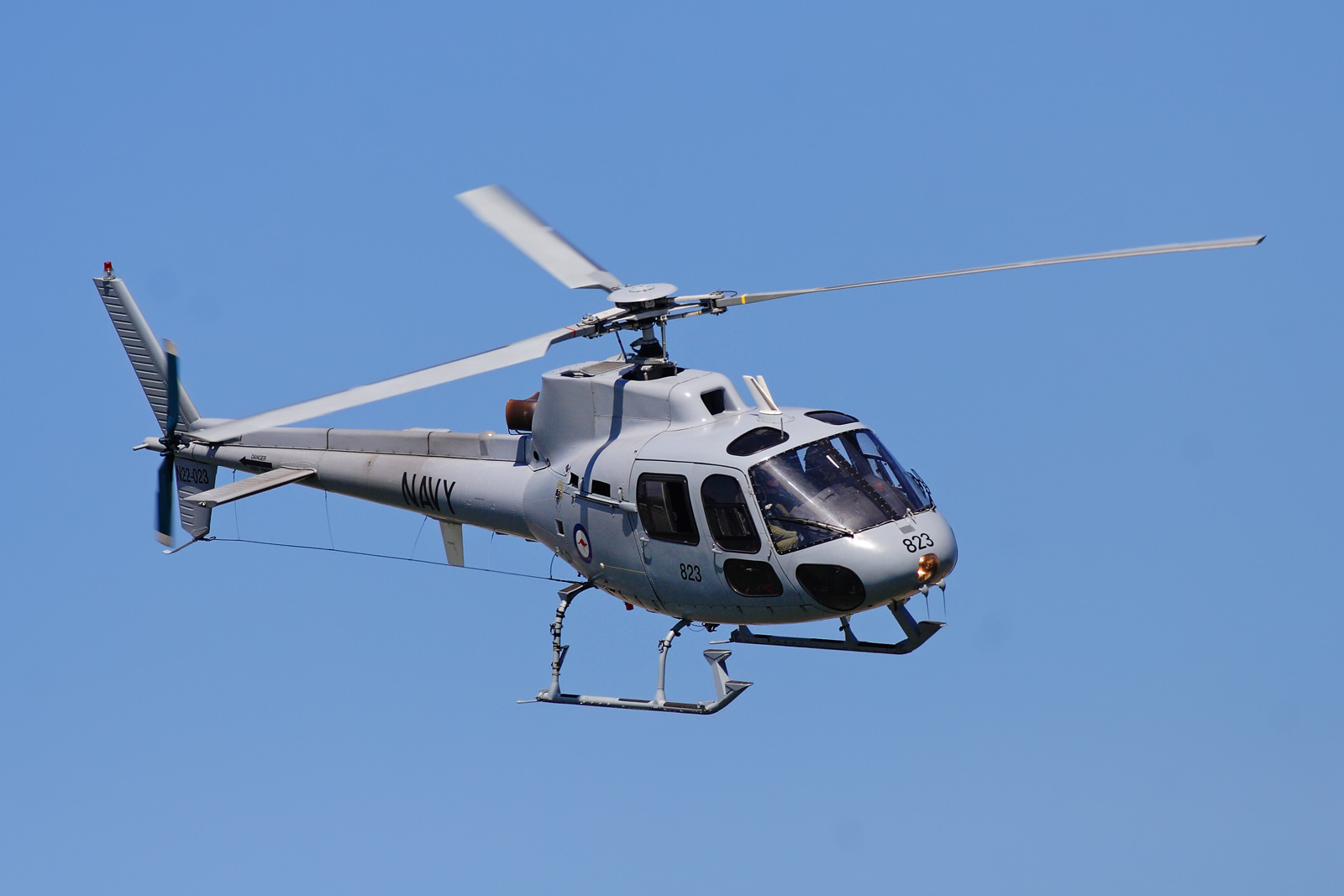
Ecureuil, un helicóptero con la típica configuración rotor principal y rotor de cola.

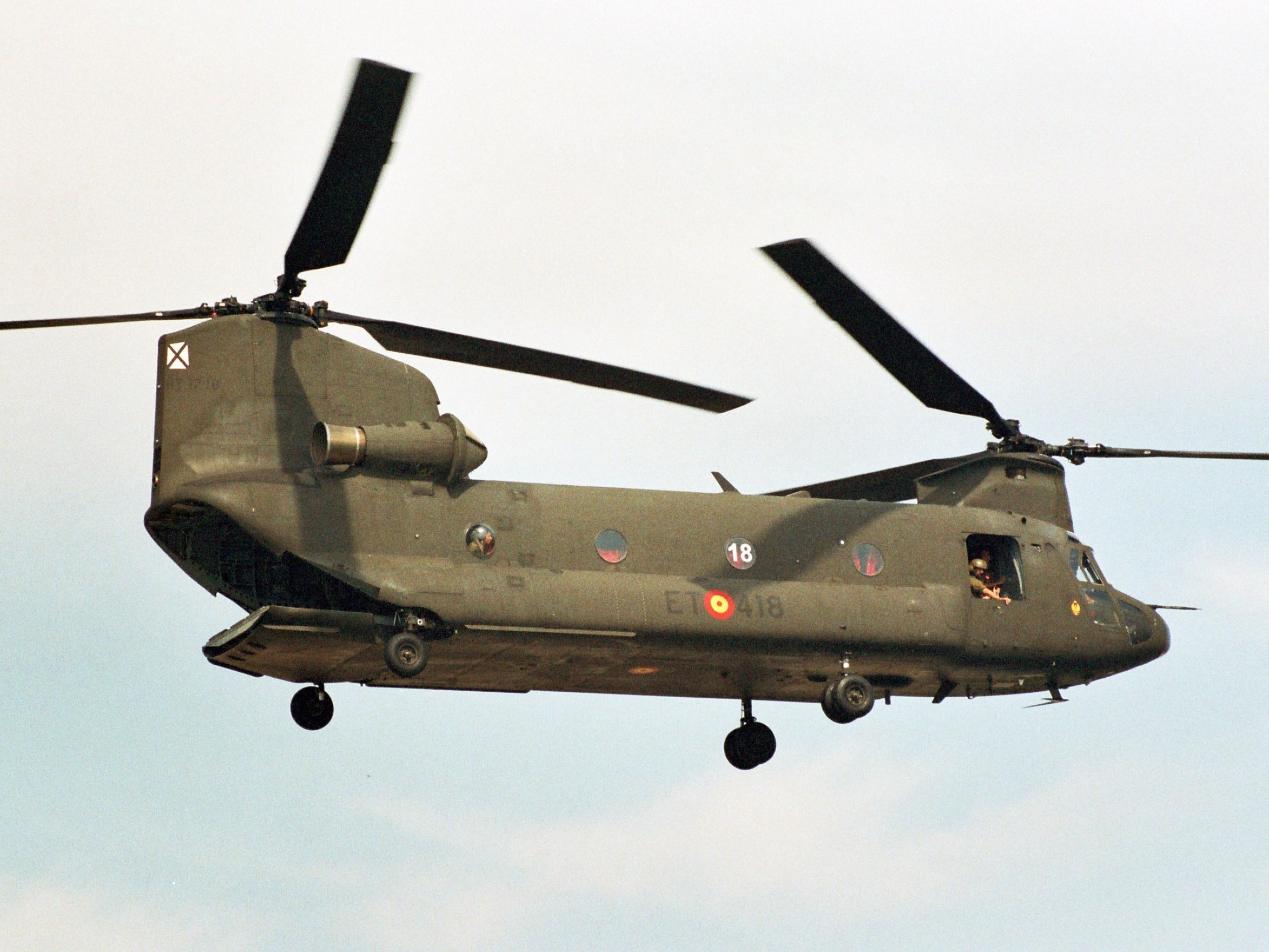
CH-47 Chinook, un helicóptero con rotor en tándem.

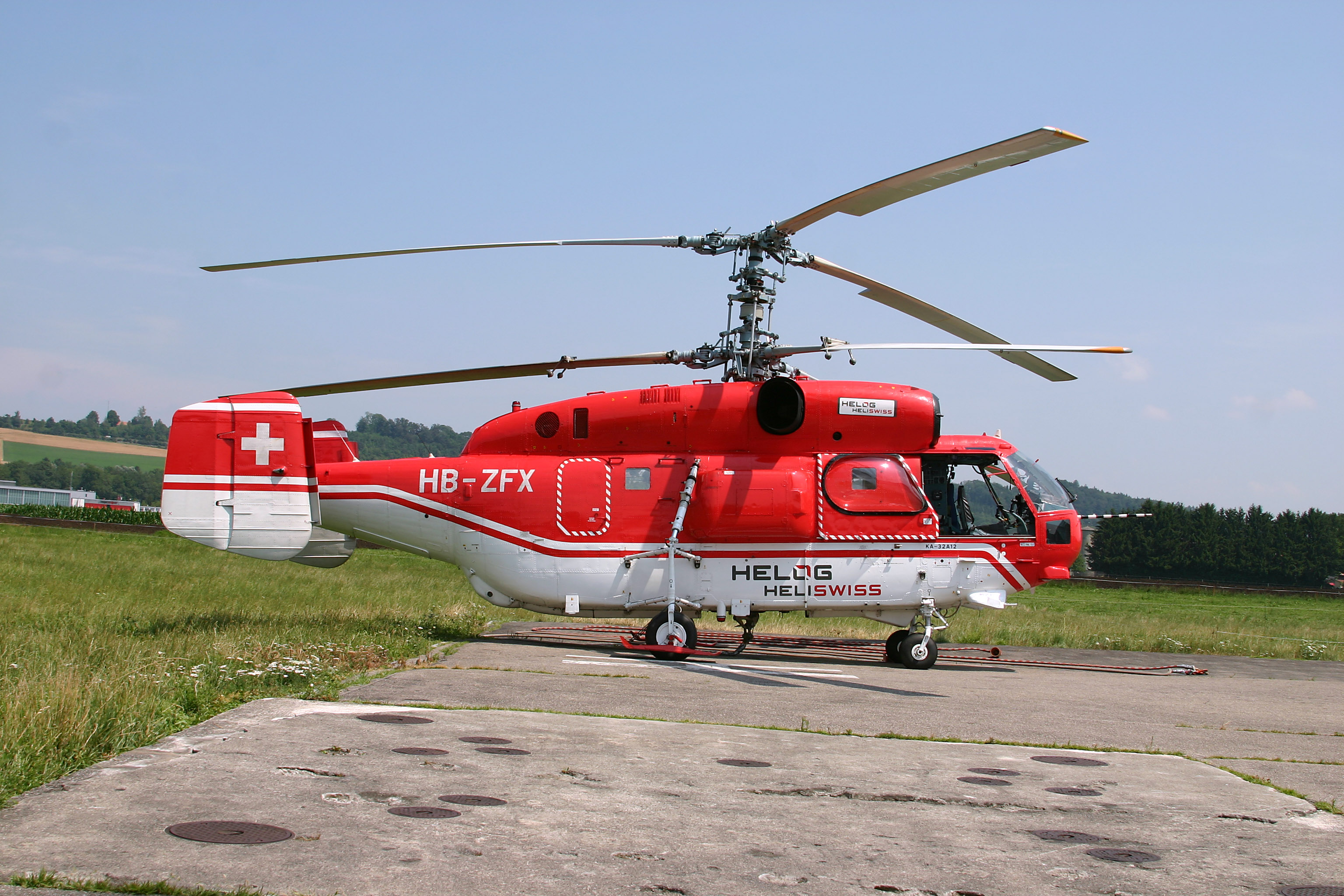
Kamov Ka-32, un helicóptero de rotor coaxial.

A estos ingenios también se los conoce como aeronaves de alas giratorias, puesto que las palas del rotor tienen una forma aerodinámica igual que las alas de un avión, es decir, curvadas formando una elevación en la parte superior, y lisas o incluso algo cóncavas en la parte inferior (perfil alar). Esta forma hace que cuando el ala corta el aire se genere sustentación mediante la diferencia de presión atmosférica, al provocar esa curvatura un vacío en la parte inferior. El fluido se precipita sobre la parte inferior del ala giratoria y realiza fuerza de empuje hacia arriba. Dicha fuerza se traslada por a lo largo del plano, la cual eleva al helicóptero. La velocidad del rotor principal es constante, normalmente ronda las 100 revoluciones por minuto en la mayoría de los modelos. Lo que hace que un helicóptero ascienda o descienda es la variación en el ángulo de ataque que se da a las palas del rotor: a mayor inclinación, mayor sustentación y viceversa. Y lo que permite su movimiento lateral, modificar ese ángulo de ataque en ciertos sectores del disco según vayan pasando las palas por él.
Una vez en el aire, el helicóptero tiende a dar vueltas sobre su eje vertical en sentido contrario al giro del rotor principal gracias al efecto par motor. Por el principio de acción-reacción, dado que el rotor gira hacia un determinado sentido, provocará que el fuselaje gire en dirección opuesta en cuando deje de tocar el suelo. Ese es el motivo por el que muchas aeronaves de alas giratorias llevan en su parte posterior un pequeño rotor, denominado rotor de cola o rotor antipar. Esta pequeña hélice se dispone de forma vertical, es propulsada mediante transmisión mecánica por los motores, y compensa con su empuje la tendencia a girar del fuselaje en dirección contraria a su rotor, mantieniéndolo estable. Dicho rotor de cola se sitúa en el extremo de un larguero de varios metros de longitud, para compensar su pequeño tamaño con el efecto "brazo de palanca", que aumenta la fuerza que ejerce sobre el fuselaje al alejar el punto de fuerza (rotor antipar) y el fulcro (raíz del botalón o larguero de cola).
Otro sistema de última generación para estas aeronaves se denomina NOTAR, acrónimo del inglés NO TAil Rotor, o sin rotor de cola. Este sistema fue ideado tras observar la peligrosa delicadeza del rotor antipar, puesto que cualquier daño que recibiese causaría la pérdida de la aeronave. Por ejemplo, el rotor principal de un helicóptero de ataque puede soportar grandes cantidades de daño, talar árboles pequeños, o incluso cables, pero el rotor de cola es muy delicado. También han ocurrido numerosos accidentes al golpearlo con estructuras en maniobras en lugares cerrados.
Con esto en mente, para eliminar el rotor convencional de cola y su delicado pero esencial funcionamiento, se ideó el sistema NOTAR. Los motores hacen girar de forma mecánica una turbina o compresor, que absorbe aire por unas ranuras dispuestas en la raíz del larguero de cola. Dicho aire es expulsado a presión por unas ranuras laterales del botalón de cola, que aprovechan mediante el efecto Coanda la corriente descendiente que proviene del rotor principal para generar cierta fuerza antipar, y por el mismo extremo del larguero, por un difusor de aire a presión. Al igual que antes, este difusor aprovecha también el efecto brazo de palanca para multiplicar su fuerza impulsora antipar.
No todos siguen esta configuración, puesto que hay helicópteros que no tienen rotor de cola. Estos tienen dos rotores principales, dispuestos de forma coaxial, en tándem o entrelazados. En este caso, ambos rotores giran en direcciones opuestas, de forma que la fuerza de par generada por cada uno se contrarresta, por lo que se omite el rotor de cola.

### Movimiento
El rotor principal no solo sirve para mantener el helicóptero en el aire (estacionario), así como para elevarlo o descender, sino también para impulsarlo adelante o hacia atrás, hacia los lados o en cualquier otra dirección. Esto se consigue mediante un mecanismo complejo que hace variar el ángulo de incidencia (inclinación) de las palas del rotor principal dependiendo de su posición.
Imaginemos un rotor, que gira a la derecha con velocidad constante. Si todas las palas tienen el mismo ángulo de incidencia (30° por ejemplo), el helicóptero empieza a subir hasta que se queda en estacionario. Las palas tienen durante todo el recorrido de los 360°, el mismo ángulo y el helicóptero se mantiene en el mismo sitio.
Si hacemos que las palas, únicamente al pasar por el sector 0° a 180° aumenten ligeramente su ángulo de incidencia y luego vuelvan a su inclinación original, el empuje del rotor será mayor en el sector de 0° a 180° y el helicóptero en vez de mantenerse parado, tiende a inclinarse adelante, ya que por efecto giroscópico la resultante aparece aplicada 90° hacia el sentido de rotación produciendo así que el empuje total se realice de manera inclinada pudiendo desplazar en aparato en función del coseno del ángulo del vector de la tracción de las palas del helicóptero. Si las palas aumentan el ángulo de incidencia en el sector de 270° a 90°, el empuje será mayor por la parte trasera y el helicóptero tiende a inclinarse hacia la derecha, al igual que en el caso anterior por efecto giroscópico.
En estas aeronaves, el piloto tiene control sobre tres mandos principales, o cuatro en las más antiguas, que son:
Mando Colectivo: es una palanca con forma de freno de mano de automóvil, situada a la izquierda del piloto y manejada con esa mano. Este control aumenta el ángulo de ataque de las alas, todas al mismo tiempo, haciendo que la sustentación aumente, permitiendo al helicóptero desplazarse en el plano vertical.
Mando Cíclico: es una palanca de aviación que el piloto maneja con su mano derecha, y como se explica posteriormente con más detalle, cambia de forma cíclica el ángulo de ataque de las palas según en la zona de paso del rotor en el que se encuentren, permitiendo a la aeronave desplazarse en todas direcciones del plano horizontal.
Pedales: los pedales controlan el rotor de cola, permitiendo a la aeronave girar 360° cuando está estático. Este pequeño rotor contrarresta el efecto antipar del rotor principal, manteniendo estable la máquina.
Palanca de gases: es un mando situado en la palanca del colectivo cuya función es acelerar los motores, para aumentar la potencia cuando es necesaria, como cuando se aumenta el colectivo (incide más aire, y al haber más rozamiento se requiere más potencia para mantener las revoluciones en el disco). En los helicópteros actuales esta función se ajusta automáticamente, manteniendo el rotor a unas 100 revoluciones por minuto de forma constante.
Pilotar estos ingenios puede resultar se agotador, debido a que todos los controles se hallan relacionados, requiriendo constante concentración en maniobras difíciles. Este hecho es la causa de que las aeronaves de combate lleven dos personas de tripulación, piloto y artillero, debido a que sería imposible para el primero realizar todas las tareas de forma simultánea.
Un ejemplo: para despegar, el piloto aumenta el colectivo, debiendo meter pedal para que cuando la nave se eleve no gire descontrolada por el efecto antipar. Una vez en vuelo estático, para desplazarse mueve el cíclico allá donde quiera ir. Si lo inclina adelante, el morro baja debido al menor paso cíclico del rotor en esa parte, perdiendo sustentación. La nave avanza y pierde altura, debiendo ser compensado con más colectivo, para no perder altura, y más pedal para no girar. Y así de forma constante, resultando estresante para los pilotos en condiciones difíciles.

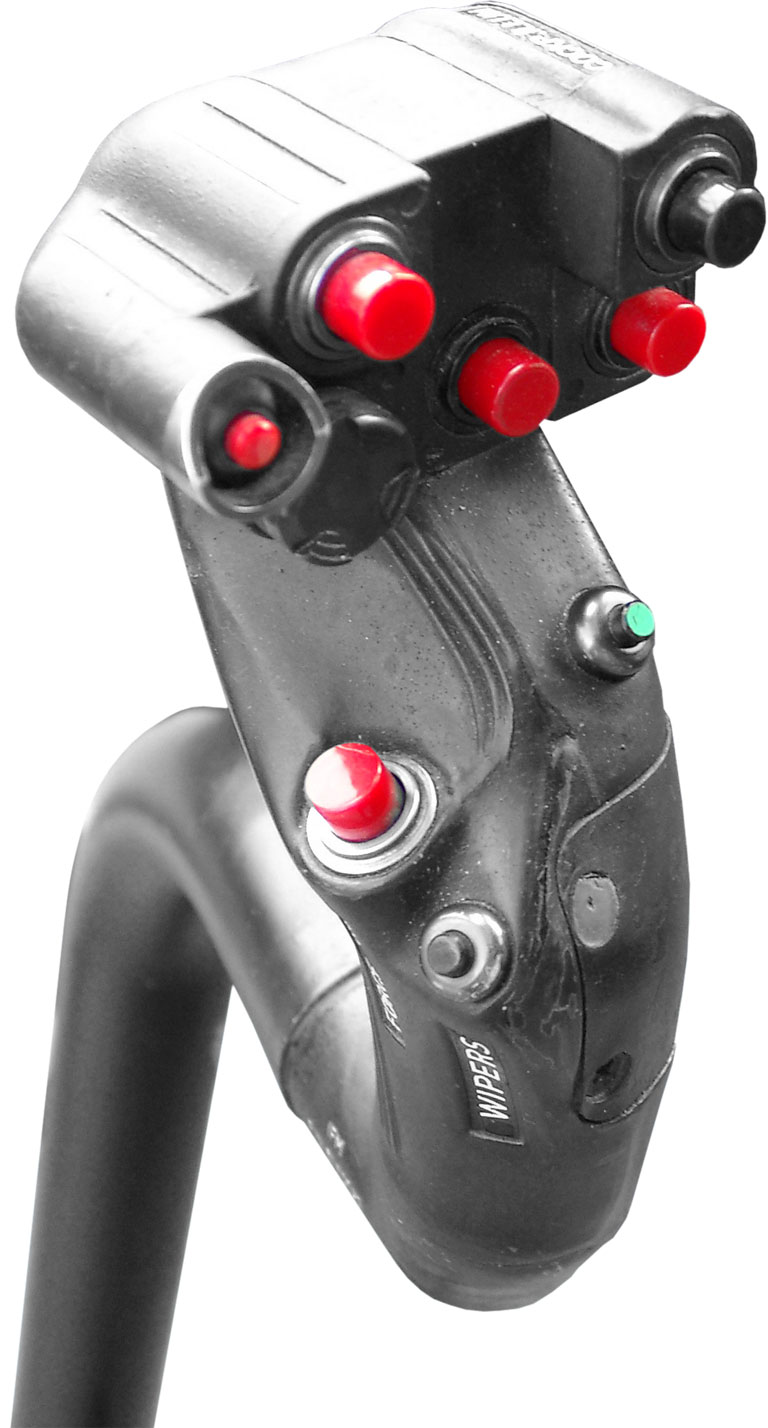
Palanca de control cíclico de un helicóptero.

Los helicópteros no varían la velocidad de las palas ni inclinan el eje del rotor para desplazarse. Lo que hacen es variar ligeramente y de forma cíclica el paso (inclinación) de las palas con respecto al que ya tienen todas (el colectivo de las palas). Ese aumento cíclico en un sector, hace que el helicóptero se desplace hacia el lado opuesto. Ahora se entenderá mejor por qué el mando de dirección de un helicóptero se llama cíclico y el mando de potencia se llama colectivo. Para, por ejemplo, desplazarse adelante, el piloto inclina el cíclico adelante. Entonces, de forma mecánica se disminuye el ángulo de paso de las palas cuando giran sobre la parte frontal del aparato, disminuyendo ahí la sustentación. La mayor sustentación de la parte posterior hace que el ingenio vaya acelerando en dicha dirección, pero perdiendo altura a cambio, puesto que el vector de empuje ya no es vertical, si no diagonal.
Cuando el ángulo de ataque de las palas aumenta para generar sustentación, el aire cada vez hace más resistencia, debiendo acelerar los motores para evitar que el rotor pierda velocidad. En las aeronaves más antiguas esto se hacía mediante un botón situado sobre la palanca del cíclico, que el piloto accionaba con su pulgar cuando aumentaba el coletivo (aumentaba el ángulo de ataque), debiendo controlar un cuarto mando, y ajustarlo ante cualquier cambio en los demás. En cambio en las aeronaves modernas esta labor la realizan la electrónica de la aeronave, acelerando o decelerando los motores según la configuración del resto de controles, y otras variables.
Además de estos controles de vuelo, el helicóptero usa los pedales para girar cuando está en estacionario. Esto se logra aumentando o disminuyendo el paso de las palas del rotor de cola, con lo que se consigue que el rotor de cola tenga más o menos empuje y haga girar al helicóptero hacia un lado u otro. El rotor de cola se sitúa en un larguero, de varios metros de longitud, que mediante el efecto "brazo de palanca" compensa su pequeño tamaño para mantener estable la aeronave.
Una de las principales desventajas de los helicópteros es su poca velocidad máxima (no suelen pasar de 300km/h). Esto se debe a la disimetría de la sustentación, denominada comúnmente "pérdida del rotor en retroceso". Este efecto se produce cuando la aeronave se desplaza a gran velocidad. Si tenemos en cuenta que, por ejemplo, el rotor gira en sentido antihorario, cuando el helicóptero se desplaza adelante, la mitad derecha del disco del rotor que se enfrenta al aire que viene de cara, y esa velocidad traslacional aumenta la efectividad del ángulo de ataque, generando mayor fuerza sustentadora, pero solo en ese lado del disco. En cambio, la mitad izquierda del rotor se encuentra con la corriente de aire traslacional pero mientras retrocede en su giro, lo que causa que esa mitad genere menor fuerza sustentadora, al hacerse menos efectivo el ángulo de ataque (el borde de ataque de la pala debe cortar el aire que "retrocede" al desplazarse por él.
Este curioso efecto aerodinámico traslacional provoca que la mitad del rotor que avanza genere mayor sustentación y viceversa, produciendo una peligrosa inestabilidad a grandes velocidades, que en casos extremos causaría la colisión del helicóptero, fractura de las alas giratorias, o averías mecánicas.
Este efecto puede combatirse con mejores materiales para las palas, controles electrónicos y estudiada aerodinámica, pero la aparición de este efecto es inevitable mientras se requiera el ala giratoria para volar.
Los helicópteros también pueden planear, en caso de necesidad para aterrizar en caso de emergencia. Las palas del rotor se sitúan en ángulos muy bajos y el rotor se comporta como una cometa: el helicóptero se transforma en un autogiro.
Para ello, al acontecer una supuesta avería en la propulsión mecánica, el piloto debe disminuir de inmediato el ángulo de ataque de las palas, para permitir que durante el descenso el flujo de aire haga girar a las palas como si de un molino se tratara, acumulando energía cinética en el disco, aunque no debe disminuirlo de forma drástica y perder el control aerodinámico corriendo el riesgo de estrellarse, ni tampoco el caso contrario, mantener demasiado alto dicho ángulo de ataque, pues el disco del rotor dejaría de girar debido a la resistencia aerodinámica (ya que no hay empuje mecánico) y la aeronave caería a plomo.
Una vez a cierta distancia del suelo el piloto debe aprovechar esa energía acumulada en el disco para generar un último momento de sustentación y así disminuir la velocidad de descenso. A este fenómeno se le llama autorrotación.
Al llegar cerca del suelo el piloto vuelve a aumentar el paso de las palas, las cuales tienen energía aprovechada por el flujo de aire ascendente durante la caída, y disminuyendo la velocidad de descenso para permitir un aterrizaje suave y controlado. Obviamente es vital conocer la distancia máxima a la que se puede "recoger" (tirar del cíclico para frenar); una distancia muy grande causará que la máquina se desplome desde esa altura, al perder toda la energía de forma prematura. En cambio, una distancia demasiado corta provocaría que no diese tiempo a transferir toda esa energía para frenar lo suficiente y golpease el suelo a más velocidad de la adecuada.
Los pilotos suelen entrenar con frecuencia este efecto para simular las condiciones de una avería de los motores en pleno vuelo, adquiriendo la experiencia para poder realizarlo en caso de ser una avería real. Obviamente no apagan los motores para simularlo, sino que usan la función de desconexión de la transmisión, cuya finalidad es desengranar el rotor principal del eje secundario proveniente del propulsor, equivalente a poner neutro en un automóvil. Ello permite que el motor siga funcionando pero no arrastre al disco, permitiendo la simulación en condiciones de seguridad.

### Vuelo

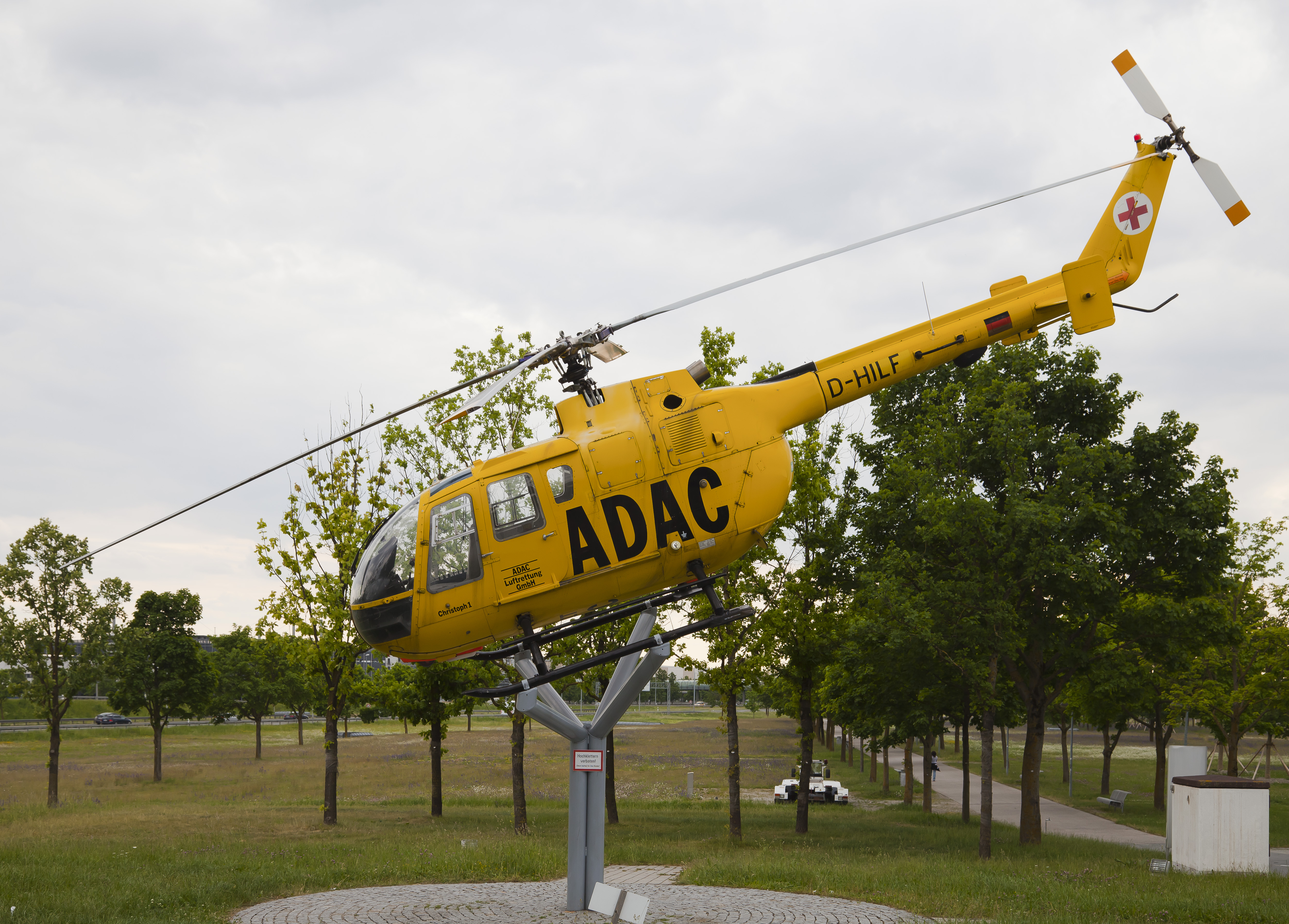
Helicóptero de salvamiento Bölkow Bo 105 de ADAC 'Christoph 1'.

Fotografía secuencial del despegue de un helicóptero de rescate Da Vinci en los Alpes suizos

Hay dos condiciones básicas de vuelo para un helicóptero: el vuelo estacionario, y el vuelo traslacional.
Estacionario: El vuelo estacionario (hovering en inglés) es la parte más desafiante de volar un helicóptero. Al contrario de lo que pudiera parecer, es realmente difícil aprender a realizar un vuelo estático. 
El vuelo estático requiere más energía de los motores para poder mantenerlo, ya que no hay ningún otro tipo de fuerza de sustentación, que sí hay cuando se traslada. El piloto debe realizar muchas correcciones para mantener el aparato estable, y recordemos que un ajuste en un mando requerirá del ajuste en los otros tres. A pesar de esto, los controles en vuelo estacionario son teóricamente simples: el cíclico se utiliza para eliminar el movimiento en el plano horizontal y quedarse en un punto fijo sin moverse, el colectivo se usa para mantener la altitud, y los pedales para controlar la dirección del aparato. La interacción de estos controles hace difícil el vuelo estacionario, ya que un ajuste en cualquier control requiere un ajuste de los otros dos, creando un ciclo de corrección constante y que requiere gran destreza.
Vuelo de traslación o vuelo traslacional: A medida que el helicóptero empieza a moverse horizontalmente, en un principio requiere más potencia y colectivo para no perder altura. Sin embargo, a cierta velocidad que varía con el diseño de cada aeronave, se va requiriendo cada vez menos potencia y colectivo, debido al efecto aerodinámico de la "sustentación traslacional". El propio fuselaje puede proporcionar cierta fuerza sustentadora al desplazarse por el fluido, aunque se considera marginal. La mayor parte de esta fuerza la causa el flujo del aire que va atravesando el propio rotor principal, que proporcionará sustentación extra sin necesidad de más potencia. En cierta forma, el disco entero se comporta como una sola ala. Es por esto que en vuelo con velocidad un helicóptero tiende a ser más estable y por lo tanto más fácil de manejar, y los controles se comportan como los de una aeronave de ala fija. El desplazamiento adelante del cíclico hará que el morro baje, con consiguiente aumento en velocidad y pérdida de altitud. Tirando del cíclico hará que el morro cabecee hacia arriba, disminuyendo la velocidad del helicóptero y haciendo que ascienda. Al empujar el cíclico hacia la izquierda o derecha hará que el helicóptero ladee hacia el respectivo lado. El aumento de colectivo mientras se mantiene una velocidad constante provocará un ascenso mientras que su disminución provocará el descenso.
La coordinación de estos dos movimientos, subir el colectivo y empujar el cíclico o bajar el colectivo y tirar del cíclico, provocará que se aumente la velocidad o se reduzca respectivamente, pero manteniendo una altura constante. Los pedales tienen la misma función, tanto en un helicóptero que en un avión de ala fija, para mantener el vuelo equilibrado. Esto se realiza mediante la aplicación de una entrada de pedal en la dirección que es necesaria para centrar el indicador de viraje.
Una fuerza a considerar en estas aeronaves de alas giratorias es el efecto suelo, causado por la corriente de aire descendente proyectada por el rotor principal. Esta fuerza la provoca el remolino de aire que, a cierta distancia del suelo (normalmente similar al diámetro del disco del rotor, rebota sobre la superficie y se eleva de nuevo hacia el fuselaje y las alas, formando un colchón de aire bajo la aeronave.
Esto afecta al vuelo estacionario en que, a esa altura, se requerirá menos potencia y colectivo que a más altura, debiendo tenerlo en cuenta al aterrizar, pues al principio de la maniobra la máquina tendrá cierta resistencia a descender, debiendo vencer esta fuerza con cuidado si no se desea un aterrizaje brusco.
En vuelo traslacional, peligroso a poca altura pero posible, es necesaria menos potencia y colectivo que a más altura dando mayor seguridad al piloto. Sin embargo, los accidentes del terreno, cambios en la superficie, viento y otras variables hacen que el efecto suelo disminuya, por lo que un piloto prudente solo se valdrá del efecto suelo en determinadas maniobras.
Los helicópteros pueden desplazarse lateralmente, pero a una velocidad muy inferior a la de crucero que alcanzan adelante. Esto es debido a la estructura de la cola y el propio fuselaje, cuya resistencia aerodinámica causa que, en un vuelo lateral a gran velocidad, la cola comience a hacer girar la aeronave causando una inestabilidad peligrosa si no se corrige frenando. Del mismo modo,  el desplazamiento hacia atrás es posible, pero a velocidades  menores que la máxima velocidad de desplazamiento lateral, debido a que la aerodinámica de la cola fuerza a girar a la máquina, con mayor fuerza cuanto mayor sea la velocidad, pudiendo llegar a causar un giro incontrolado y peligroso del fuselaje.

### Motores

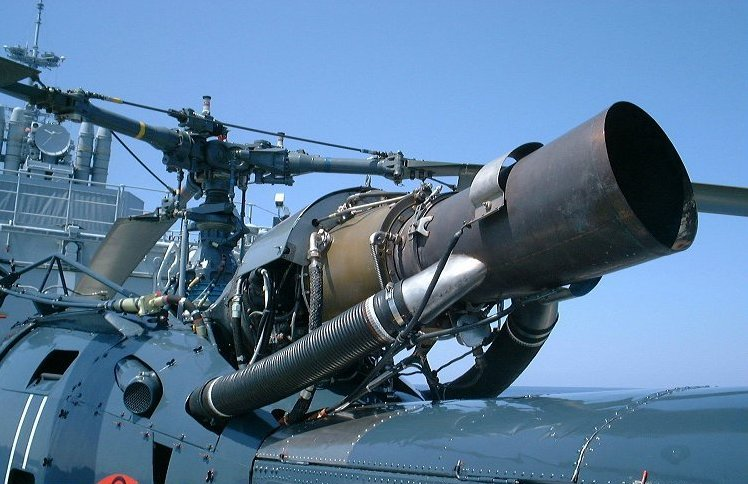
Un motor turboeje en un helicóptero Alouette III.

El tipo, potencia y número de motores que se usan en un helicóptero determina el tamaño, función y capacidad del diseño de ese helicóptero.
Los motores de los helicópteros más primitivos eran dispositivos mecánicos simples, como bandas de goma o ejes, que limitaban el tamaño de los helicópteros a pequeño modelos y juguetes. Durante medio siglo antes de que volara el primer aeroplano, se usaban las máquinas de vapor para estudiar y desarrollar la aerodinámica del helicóptero, pero la baja potencia de estos motores no permitía el vuelo tripulado. La aparición del motor de combustión interna al finalizar el siglo XIX supuso un hito para el desarrollo del helicóptero, se comenzaron a desarrollar y producir motores con potencia suficiente como para hacer posible la creación de helicópteros capaces de transportar personas.
Los primeros helicópteros utilizaron motores hechos de encargo o motores rotativos originalmente diseñados para aeroplanos, pronto fueron reemplazados por motores de automóvil más potentes y motores radiales. La gran limitación en el desarrollo de los helicópteros durante la primera mitad del siglo XX era que no existían motores cuya cantidad de potencia producida fuera capaz de superar ampliamente el peso de la propia aeronave en vuelo vertical. Este factor era vencido en los primeros helicópteros que volaron con éxito usando motores del menor tamaño posible. Con el compacto motor bóxer, la industria del helicóptero encontró un motor ligero fácilmente adaptable a los helicópteros pequeños, aunque los motores radiales continuaron siendo usados en los helicópteros de mayor tamaño.
La llegada de los motores de turbina revolucionó la industria de la aviación, y con la aparición a principios de los años 1950 del turboeje por fin fue posible proporcionar a los helicópteros un motor con una gran potencia y poco peso. El 26 de marzo de 1954 voló por primera vez un helicóptero de turbina, fue el Kaman HTK-1 de rotores entrelazados. Sin embargo el primer modelo producido con turbina fue el Aérospatiale Alouette II. El motor turboeje permitió aumentar el tamaño de los helicópteros que estaban siendo diseñados. Hoy en día todos los helicópteros, menos los más ligeros, son propulsados por motores de turbina.
Algunos helicópteros radiocontrolados (juguetes) y los vehículos aéreos no tripulados (UAV) más pequeños de tipo helicóptero, como el Rotomotion SR20, usan motores eléctricos. Los helicópteros radiocontrolados también pueden tener pequeños motores de explosión que funcionan con combustibles distintos de la gasolina, como el nitrometano.

### Tren de aterrizaje
Dado que los helicópteros aterrizan verticalmente, la mayoría de ellos suelen poseer un tren de aterrizaje tipo patín (similares a esquíes). Si bien algunos pueden emplear flotadores (principalmente para uso anfibio) y otros pueden emplear ruedas. En efecto, de estos últimos algunos modelos son capaces de desplazarse brevemente en pistas aeronáuticas.

## Modelos

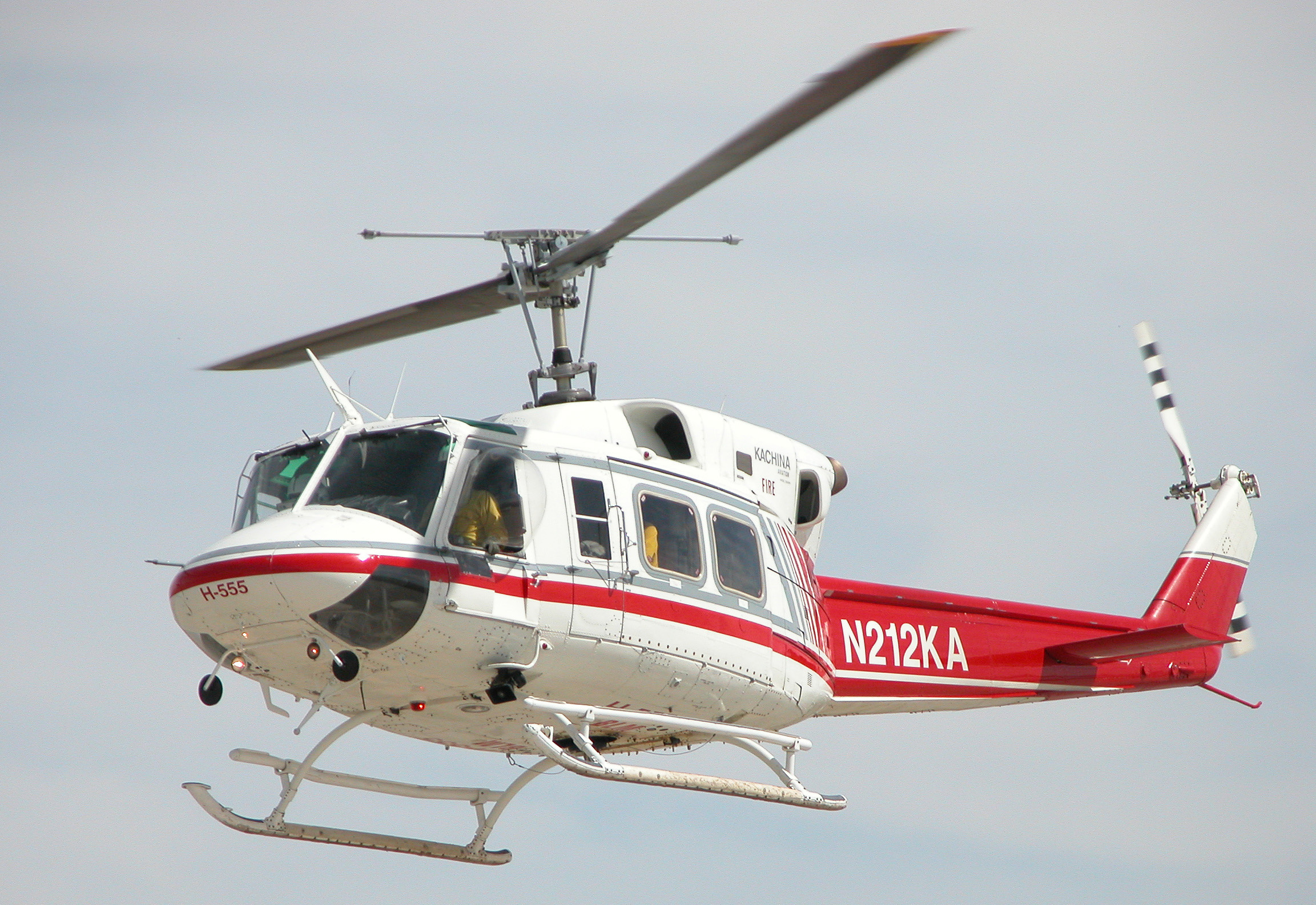
Bell 212.

Existen numerosos modelos de helicópteros, de tamaño pequeño, mediano y grande, para unos 25 pasajeros. También existen versiones para carga y otras funciones especiales como sanitarios o vigilancia, en diferentes tamaños, así como para la policía y militares. Estos últimos están actualmente equipados con la más moderna tecnología y armamento. 

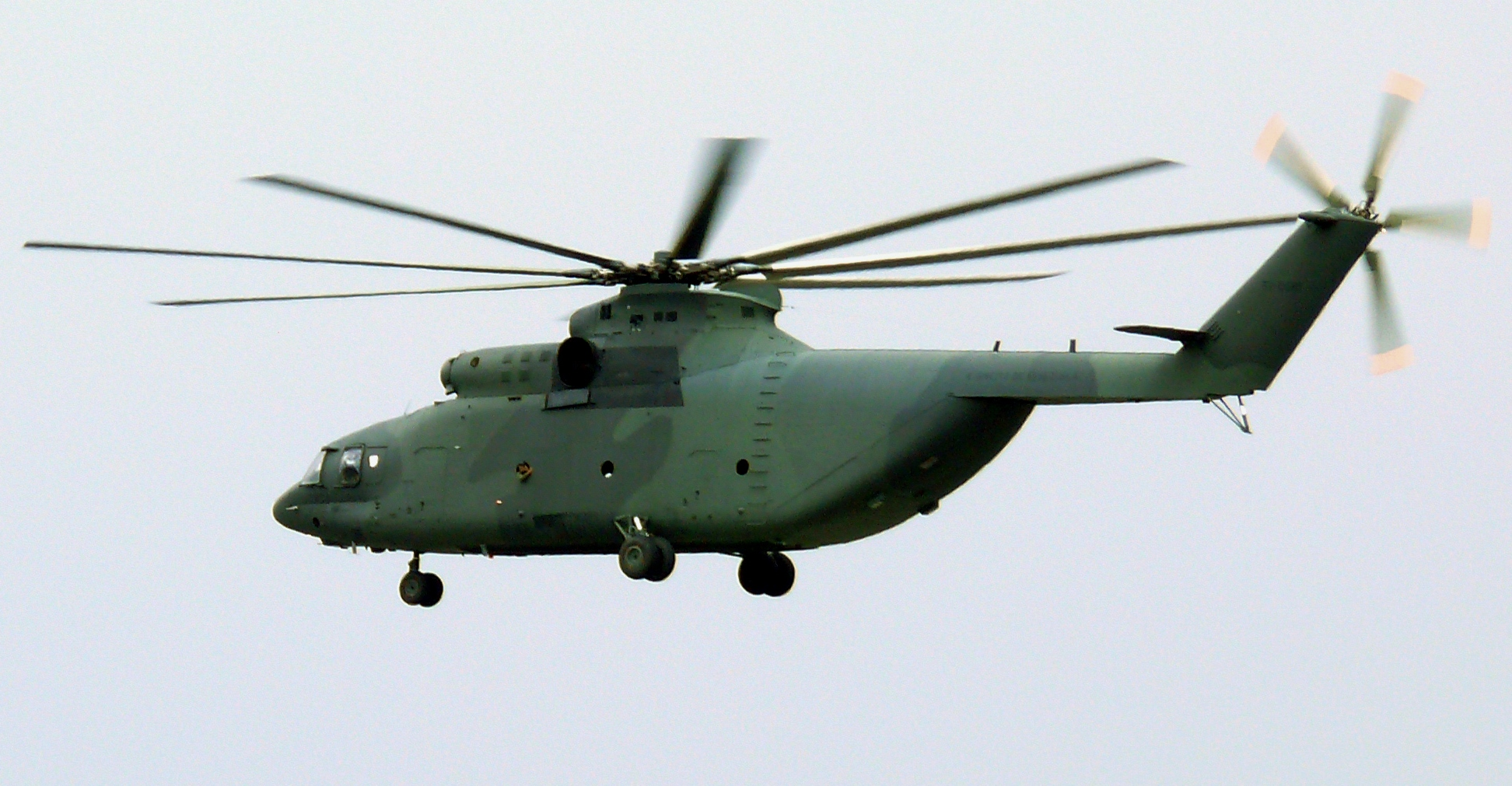
Mil Mi-26, el helicóptero de producción en serie más grande del mundo.

La fábrica de helicópteros de Rusia, Mil ha creado el helicóptero más grande y potente de este tipo del mundo, conocido como el Mi-26. Asimismo la empresa rusa Kamov, creó el eficiente helicóptero de ataque Ka-50, conocido como Tiburón Negro, el cual cuenta con un sistema de protección para el o los tripulantes, que consiste en un moderno asiento eyectable siendo único en el mundo; cabe hacer mención, que este helicóptero aventaja a sus similares en maniobrabilidad, debido a sus dos rotores del tipo contrarrotativo coaxial con palas realizadas en polímeros. Esta solución le posibilita realizar varias maniobras prácticamente imposibles para aparatos tradicionales, destacando el viraje al plano con grandes ángulos de resbalamiento (hasta ±180°) a cualquier velocidad del vuelo, hecho que agiliza la puntería de armas de a bordo fijas. Un viraje al plano permite despegar y aterrizar en pistas muy reducidas, independientemente de la dirección y la fuerza del viento. Un helicóptero coaxial es capaz de arrancar en vuelo estacionario con una mayor aceleración. Puede realizar, además, maniobra curvilínea horizontal llamada (viraje lateral), durante la cual el helicóptero gira alrededor del objetivo a velocidades 100-180 km/h y a una altura invariable.

## Fabricantes
Las principales empresas dedicadas a la producción de helicópteros, tanto civiles como militares, son las estadounidenses Sikorsky, Boeing, Bell y MD Helicopters; las europeas Airbus Helicopters y Leonardo; las rusas Mil y Kamov. También puede destacarse la estadounidense Robinson y la brasileña Helibrás.